# Фортескью, Майкл
Майкл Дэвид Фортескью (англ. Michael David Fortescue; род. 8 августа 1946, Торнбери, Глостершир) — лингвист-северовед британского происхождения, почётный профессор теоретической лингвистики Копенгагенского университета и президент Лингвистического общества Копенгагена. Окончил Калифорнийский университет по специальности «Славянская литература», с 1968 по 1970 год преподавал русский язык.
Специалист по эскимологии, чукото-камчатским и вакашским языкам, автор нескольких сравнительных словарей. «Сравнительный словарь эскимосского языка» (в соавторстве со Стивеном Джейкобсоном и Лоренсом Капланом) является стандартом в области эскимосского языковедения, аналогично «Сравнительному словарю чукотско-камчатских языков», где он предложил реконструкцию прачукотско-камчатского языка.

## Избранная библиография
- 1984. Some Problems Concerning the Correlation and Reconstruction of Eskimo and Aleut Mood Markers. Institut for Eskimologi, Københavns Universitet.
- 1990. From the Writings of the Greenlanders: Kalaallit Atuakklaannit. University of Alaska Press.
- 1991. Inuktun: An Introduction to the Language of Qaanaaq, Thule. Institut for eskimologis skriftrække, Københavns Universitet.
- 1992. Editor. Layered Structure and Reference in a Functional Perspective. John Benjamins Publishing Co.
- 1994. With Steven Jacobson and Lawrence Kaplan. Comparative Eskimo Dictionary with Aleut Cognates. Alaska Native Language Center.
- 1998. Language Relations across Bering Strait: Reappraising the Archaeological and Linguistic Evidence. London and New York: Cassell.
- 2001. Pattern and Process: A Whiteheadian Perspective on Linguistics. John Benjamins Publishing Co.
- 2002. The Domain of Language. Copenhagen: Museum Tusculanum Press.
- 2005. Comparative Chukotko-Kamchatkan Dictionary. Berlin: Walter de Gruyter.
- 2007. Comparative Wakashan Dictionary. Munich: LINCOM Europa.